# Yoo In-soo
Dans ce nom coréen, le nom de famille, Park, précède le nom personnel.
Yoo In-soo (hangeul : 유인수) est un acteur et mannequin sud-coréen, né le 25 mars 1998.

## Biographie
Yoo In-soo naît le 25 mars 1998.
En 2017, il commence sa carrière d'acteur dans la série Strong Girl Bong-soon (힘쎈 여자 도봉순), ainsi que School 2017 (학교 2017), While You Were Sleeping et Sweet Revenge (복수노트). Même année, il apparaît en étudiant du commissariat dans le long métrage de thriller psychologique Forgotten (기억의 밤) de Jang Hang-jun.
En 2018, il fait partie des résidents du centre anticancéreux dans la série Life (라이프), et apparaît dans d'autres séries telles que My ID Is Gangnam Beauty (내 아이디는 강남미인) et Tale of Fairy (계룡선녀전).
En juillet 2020, on apprend qu'avec Cho Yi-hyun et Park Solomon, il est choisi pour le rôle de Yoon Gwi-Nam dans la série d'horreur All of Us Are Dead (지금 우리 학교는) pour Netflix en fin janvier 2022,. En décembre, on revèle qu'il est engagé dans la série dramatique Fly Up, Butterfly (날아올라라 나비) pour la chaîne JTBC en 2022.

## Filmographie

### Cinéma
Longs métrages
- 2017 : Forgotten (기억의 밤) de Jang Hang-jun : l'étudiant du commissariat

### Télévision
Séries télévisées
- 2017 : Strong Girl Bong-soon (힘쎈 여자 도봉순) : Kang-goo
- 2017 : School 2017 (학교 2017) : Min-joon
- 2017 : While You Were Sleeping (당신이 잠든 사이에) : Choi Jae-seong
- 2017 : Avengers' Social Club (부암동 복수자들) : Kyeong-bok
- 2017 : Sweet Revenge (복수노트) : Jo Man-hee
- 2018 : Life (라이프) : le résident du centre anticancéreux
- 2018 : My ID Is Gangnam Beauty (내 아이디는 강남미인) : Park Rae-seon
- 2018 : The Long Farewell (드라마 스페셜 - 이토록 오랜 이별) : Na Kyeong-soo
- 2018 : Tale of Fairy (계룡선녀전)
- 2018 : At Eighteen (열여덟의 순간) : Yoo Pil-sang
- 2019 : Chocolate (초콜릿) : Seong-goo
- 2020 : Secret Forest (비밀의 숲)
- 2021 : At a Distance, Spring is Green (멀리서 보면 푸른 봄) : Oh Cheon-gook
- 2022 : All of Us Are Dead (지금 우리 학교는) : Yoon Gwi-nam
- 2022 - 2023 : Alchemy of Souls ( 환혼) : Park Dang-gu
- 2022 : Fly High Butterfly (날아올라라 나비)
- 2023 : The Good Bad Mother : (Bang Samsik)
- 2023: Demon Catchers (경이로운 소문) : Na Jeok-Bong
- 2023 : Death's Game : Lee Jin Sang